# 23 Dywizja Piechoty (III Rzesza)
23 (Brandenburska) Dywizja Piechoty (niem. 23. Infanterie-Division) – niemiecka dywizja z czasów II wojny światowej, brała udział w agresji na Polskę i ataku na Związek Radziecki.

## Formowanie i walki
Sformowana na mocy rozkazu z dnia 15 października 1935, miejsce stacjonowania sztabu Poczdam. Na mocy rozkazu z dnia 15 października 1935 otrzymała oficjalną nazwę 23 Dywizja Piechoty. Stacjonowała w III Okręgu Wojskowym.
Jednostka brała niewielki udział w wojnie z Polską. W 1941 brała udział w ataku na Związek Radziecki docierając pod Moskwę. Wykrwawioną dywizję skierowano do okupowanej Francji w celu odbudowy. Na mocy rozkazu OKH z 2 lipca 1942 rozpoczęto przeformowywać jednostkę w 26. Dywizję Pancerną. 
23 Dywizja Piechoty została reaktywowana 23 października 1942 w Danii i Poczdamie. Walczyła na froncie wschodnim do końca wojny.

## Dowódcy dywizji
- gen. por. Ernst Busch 1 X 1935 – 1 III 1938;
- gen. mjr Walter Graf von Brockdorff - Ahlefeldt 1 III 1938 – 31 V 1940;
- gen. mjr Heinz Hellmich 1 VI 1940 – 17 I 1942;
- gen. por. Kurt Badinski 17 I 1942 – 9 VII 1942;

po odtworzeniu
- gen. mjr  Friedrich von Schellwitz 15 XI 1942 – VIII 1943;
- gen. Horst von Mallenthin VIII 1943 – 1 IX 1943;
- gen. por. Paul Gurran 1 IX 1943 – 22 II 1944;
- gen. por. Walter Chales de Beaulie 22 II 1944 – 1 VIII 1944;
- gen. por. Hans Schirmer 1 VIII 1944 – 8 V 1945.

## Struktura organizacyjna
Skład w sierpniu 1939:
- 9 pułk piechoty: miejsce postoju sztabu, I, II i III batalionu – Poczdam, rezerwowego batalionu – Wittenberg;
- 67 pułk piechoty: miejsce postoju sztabu, I, II, III oraz I i II batalionu rezerwowego – Spandau;
- 68 pułk piechoty: miejsce postoju sztabu, I, II i III batalionu – Brandenburg nad Hawelą, I i II rezerwowy batalion – Rathenow;
- 23 pułk artylerii: miejsce postoju sztabu, I, II i III dywizjonu – Poczdam;
- I dywizjon 59 pułku artylerii ciężkiej: miejsce postoju – Bln – Spandau;
- 23 batalion pionierów: miejsce postoju – Spandau;
- 23 oddział przeciwpancerny: miejsce postoju – Poczdam;
- 23 oddział łączności: miejsce postoju – Poczdam;
- 23 oddział obserwacyjny: miejsce postoju – nie został wystawiony;

Skład w styczniu 1940:
- 9, 67 i 68 pułk piechoty, 23 pułk artylerii, I/59 pułk artylerii ciężkiej,  23 batalion pionierów, 23 oddział rozpoznawczy, 23 oddział przeciwpancerny, 23 oddział łączności,  23 polowy batalion zapasowy;

Skład w październiku 1942:
- 9, 67, 68 pułk grenadierów, 23 pułk artylerii, 23 batalion pionierów, 23 batalion fizylierów, 23 oddział przeciwpancerny, 23 oddział łączności, 23 polowy batalion zapasowy;

Skład w listopadzie 1942:
- 9, 67 pułk grenadierów i 68 pułk fizylierów, 23 pułk artylerii, 23 batalion pionierów, 23 batalion fizylierów, 23 oddział przeciwpancerny, 23 oddział łączności, 23 polowy batalion zapasowy;